# Cofiline
Pour les articles homonymes, voir ADF.
La cofiline ou ADF est une famille de protéine déstabilisant l'actine sous forme filamentaire. 

## Isoformes
Il en existe trois, tant chez l'être humain que chez la souris :
- la cofiline 1 ;
- la cofiline 2, essentiellement musculaire ;
- la destrine (ou ADF).

## Rôles
Elle se fixe sur la partie comportant l'actine contenant l'ADP et réalise une torsion supérieure à l'angle normal de 166°. Elle se fixe préférentiellement sur l'actine-ADP, et permet donc le renouvellement des filaments d'actine en dépolymérisant les filaments les plus anciens.
Elle intervient dans les migrations cellulaires, la phagocytose (ou l'endocytose plus généralement) ainsi que dans la dégénérescence neuronale.
Elle agit également avec l'actine des muscles squelettiques et cardiaques, permettant la régulation de cette dernière en désassemblant les fibres en excès. 
Elle est inhibée lorsqu'elle est phosphorylée par le LIMK-1. 

## En médecine
Une mutation de la cofiline 2 est responsable d'une forme de cardiomyopathie dilatée. D'autres formes de cette dernière comportent une accumulation de cofiline 2 sous forme phosphorylée, ce qui fait poser la question du rôle de cette protéine dans la genèse de la maladie.